# Gurkha

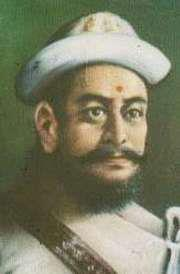
Bada Kaji Amar Singh Thapa, comandante supremo de Gorkhali.

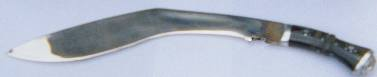
Kukri, cuchillo típico de los gurkhas.

Gurkha (o gurjas y a veces escrito gorkha, que es como se pronuncia en nepalés e hindi) es un pueblo originario de Nepal, que debe su nombre al guerrero hindú del siglo VIII, Guru Gorkhanath, cuyos seguidores fundaron la dinastía de Gorkha, que fue a su vez fundadora del Reino de Nepal. Los gurkhas son conocidos por ser feroces combatientes y servir en unidades especiales de las fuerzas armadas del Reino Unido y de la India.

## Historia

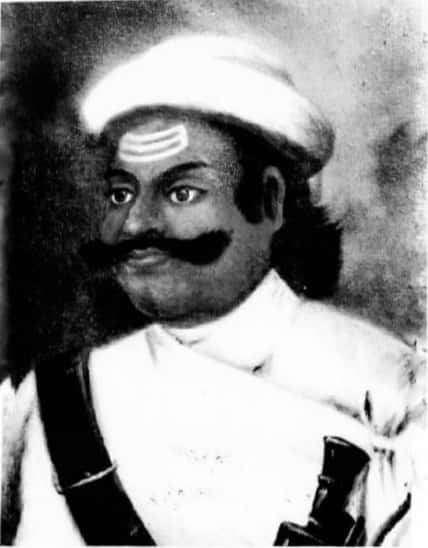
Bamshidhar Pande, comandante de las fuerzas de Gorkhali durante el gobierno del rey Prithvi Narayan Shah.

Los gurkhas tienen su origen en una población de Rayastán, en el norte de la India, que emigró a Nepal en el siglo XVI. Su lengua, el gurkhalî, perteneciente al grupo indoeuropeo y parecido al hindi, se convirtió en la lengua común de Nepal con el nombre de nepalés.
Según la leyenda, durante el siglo VIII el joven príncipe Bappa Rawal, nacido príncipe Kalbhoj, fundador de la dinastía de Mesar, descubrió, durante una partida de caza en la selvas de Rayastán, al santo guerrero Guru Gorkhanath en profunda meditación y decidió permanecer junto a él para protegerlo durante el trance. Cuando el gurú volvió en sí, conmovido por la devoción del príncipe, le ofrendó un kukri (daga típica) diciéndole que él y sus hombres serían conocidos en el mundo entero por su bravura, con el nombre de gurkhas, es decir discípulos de Gorjanath. El gurú les dio como misión detener el avance de los invasores musulmanes que amenazaban el entonces reino budista e hinduista de Afganistán (en la época conocido como Qandahār). 
En 1559 algunos gurkhas descendientes de Bappa Rawal y conducidos por su jefe Dravya Shâh emigraron hacia el este y se establecieron en un pequeño reino en el territorio del actual Nepal, a ochenta kilómetros al noroeste de Katmandú, territorio al que dieron el nombre de Gorja en honor de su santo patrón. En 1769 bajo el mando del maharajá Prithivî Nârâyan Shâh, que gobernó hasta 1775, se apoderaron de la mayor parte del actual Nepal, se instalaron en Katmandú y establecieron el hinduismo como religión oficial del estado.
En 1788 y 1791 los gurkhas invadieron el Tíbet y saquearon el monasterio de Tashilhunpo, en Shigatse. En 1792 el Tíbet pidió ayuda a China para deshacerse de los invasores.

## Los gurkhas y la conquista británica

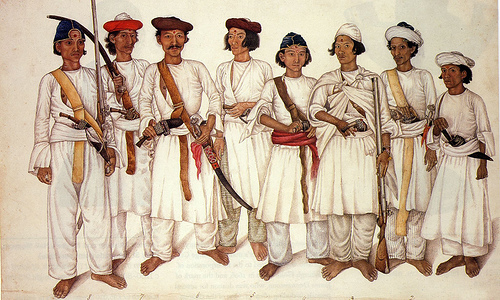
Gurkhas de 1815.

A partir de 1814 intentaron ampliar su territorio hacia el sur y chocaron con los intereses de la Compañía Británica de las Indias Orientales, lo que desató la Guerra Anglo-Gurkha de 1814 a 1816. Tras ser derrotados, los gurkhas firmaron el Tratado de Saugali en noviembre de 1815. Luego volvieron a rebelarse y fueron aplastados en Makwanpur en 1816. Durante esta guerra, los británicos quedaron tan impresionados por la valentía de este pueblo que, en lo sucesivo, comenzaron a reclutarlos regularmente, con el permiso del primer ministro Shree Teen Maharajah Jung Bahadur Rana (padre del Nepal moderno), como mercenarios organizados en regimientos en el seno del ejército de la Compañía Británica de las Indias Orientales.
Los gurkhas se agrupan en dos castas: los Thâkur/Rajput, que se consideran descendientes de los gurkhas originales y que sólo aceptaban servir en el ejército británico como oficiales, y los gurkhas tibeto-mongoles, que aceptan comenzar sus carreras como soldados rasos. Uno de los primeros militares Thâkur/Rajput, el General Narendra Bir Singh, de los fusileros gurkhas, fue ayudante de campo de Lord Mountbatten. Luego de la independencia de la India, los gurjas thakur/rajput se negaron a servir en el ejército británico, pero autorizaron a los tibeto-mongoles a hacerlo.

## El ejército de la Compañía Británica de las Indias Orientales
Los gurkhas sirvieron como mercenarios de la Compañía Británica de las Indias Orientales durante la guerra pindari de 1817-1818, en la primera guerra anglo-birmana en 1826, y durante las guerras Anglo-Sikhs (1845-1849). 
Durante la rebelión de la India de 1857, los gurkhas combatieron junto a los británicos y se convirtieron en parte del Ejército Indio Británico. El Segundo regimiento de fusileros gurkhas, llamado también fusileros de Sirmoor, defendió la Hindu Rao House, una posición estratégica, durante tres meses, perdiendo en la acción 327 de sus 490 hombres.

### El Ejército británico de las Indias
Entre la Rebelión de los Cipayos y la Primera Guerra Mundial, los regimientos Gurkhas sirvieron en Birmania, Afganistán, en los territorios del noreste y noroeste de la India, en Malta, durante la guerra Ruso-Turca (1877-1878), en Chipre, Malasia, China (durante la Rebelión de los Boxers de 1900) y en Tíbet durante la expedición de Francis Younghusband en 1903.
Cien mil gurkhas participaron en la Primera Guerra Mundial. En Loos, Francia, el Octavo de Gurkhas combatió hasta el último hombre. También participaron en acciones en Givenchy, Neuve-Chapelle e Ypres; en Irak, Persia, el canal de Suez, Palestina (para enfrentar el avance turco), Galípoli y Salónica. Uno de sus destacamentos estuvo bajo el mando de Lawrence de Arabia.
Después de la Primera Guerra, los gurkhas participaron en la Tercera Guerra Afgana (1919) y en numerosas campañas en la frontera noroeste, especialmente en Waziristán.
A partir de 1920, los gurkhas podían recibir un despacho del Rey de la India, lo que los convertía en oficiales británicos. Esto sin embargo no fue nada común hasta la Segunda Guerra Mundial.
Durante la Segunda Guerra Mundial, la corona nepalesa autorizó el reclutamiento de veinte batallones suplementarios, hasta un total de cuarenta. Los gurkhas combatieron en Siria, el norte de África, Italia, Grecia, Singapur y Birmania.

### Independencia de la India
Después de la independencia de la India en 1947, la suerte de los gurkhas fue regulada por un acuerdo tripartito entre la India, Nepal y el Reino Unido. El principal objeto del acuerdo fue asegurar a los gurkhas que sirvieran a la Corona británica el mismo tratamiento y escala salarial que había sido dado al ejército de la India. Esta escala, claramente inferior a los niveles del ejército británico, era parcialmente compensada por el costo de la vida y las facilidades de alojamiento concedidas. 
En virtud de dicho acuerdo, el Sexto Regimiento de Gurkhas se unió al ejército indio y otros cuatro fueron transferidos al ejército británico.
Para gran decepción de sus oficiales británicos, la mayoría de los gurkhas que tuvieron la opción de elegir entre servir en el ejército británico o el ejército indio optaron por este último, debido a que así continuarían en un territorio que les era más familiar. Otros se quedaron en el ejército británico.

### En el Ejército británico
En 1982 participaron en la guerra de las Malvinas. En el ataque a Williams o Monte Williams donde tuvieron ocho heridos, luego de terminada la campaña un muerto, al desactivar una trampa explosiva. Esto puede verse en la entrevista realizada al Mayor Mike Sears.
En 2007 había más de tres mil gurkhas activos haciendo servicio en operaciones de ultramar, incluyendo Irak y Afganistán. Muchos de los veteranos que están en Reino Unido estuvieron en Hong Kong hasta el año 1997, fecha en que fue devuelto ese territorio a China. En 2007, aquellos que se habían retirado antes de 1997 —hoy veteranos— realizaron un acto de desagravio, devolviendo sus medallas de guerra, debido a sus bajas pensiones —en comparación a sus pares británicos— y por el derecho de permanecer en el país al cual sirvieron.

### Formación
Es común oír que la preparación de un gurkha comienza alrededor de los diez años de edad, momento en el que son reclutados por el ejército británico (esto se considera un gran honor para sus familias). Esta preparación tendría una duración de unos cinco años (desde los diez a los quince años de edad aproximadamente), para luego pasar a servicio activo hasta alrededor de los treinta años, tras lo cual pasan a retiro.
Se les considera uno más de los grupos de fuerzas especiales mejor preparados del mundo.